# 汪伊
汪伊（1500年—？），字汝衡，直隸徽州府歙縣人，匠籍，明朝政治人物。

## 生平
嘉靖十三年（1534年）甲午科應天府鄉試第三十九名舉人。嘉靖十七年（1538年）中式戊戌科會試第二百五十九名，登第三甲第二十三名進士。官至南康府同知。

## 家族
曾祖汪永初；祖父汪從禮；父汪廷器，母方氏。慈侍下。兄汪佐（贡士）。